# Spergularia segetalis
Espèce
Spergularia segetalis, de nom commun spergulaire des moissons, est une espèce de plante européenne de la famille des Caryophyllaceae et du genre Spergularia.

## Description
La spergulaire des moissons est une plante herbacée annuelle et atteint des hauteurs de 3 à 10 centimètres. La tige dressée et nue est ramifiée dans la partie supérieure. Les feuilles disposées de façon opposée mesurent 10 à 15 millimètres de long et seulement 0,3 à 0,8 mm de large. De petites stipules blanches sont présentes.
Spergularia segetalis est un thérophyte.
La période de floraison s'étend de juin à juillet. Les fleurs se tiennent ensemble dans une inflorescence très lâche, en ombelle racémeuse ou en ombelle paniculée. Les tiges des fleurs sont très fines, plusieurs fois plus longues que le calice. Les fleurs sont à symétrie radiale et quintuple avec une double enveloppe florale. Les cinq sépales à peau sèche de 1,5 à 2 mm de long, largement lancéolés, ont un nerf dorsal vert. Les cinq pétales blancs sont plus courts que les sépales. Il y a trois stylets.
La capsule est à trois lobes.
Le nombre de chromosomes est 2n = 18.

## Répartition
La spergulaire des moissons est un élément de la flore subatlantique. L'aire de répartition s'étend du Maroc à l'Espagne en passant par la France vers l'Europe centrale et le nord de l'Italie. Elle est très rare à l'embouchure du Main, au sud de la Forêt-Noire, au sud de l'Alsace et en Thuringe.
La spergulaire des moissons ne fut jamais commune en Europe centrale, mais elle a perdu la plupart de ses sites d'Europe centrale après la Seconde Guerre mondiale en raison de changements dans les méthodes de travail en agriculture (drainage, ameublissement plus important du sol).
La spergulaire des moissons pousse mieux sur des sols limoneux ou argileux pauvres en chaux, au moins légèrement acides, pauvres en humus et pas trop nutritifs, bien qu'ils puissent être un peu sableux s'ils sont suffisamment compactés. Elle colonise les sillons humides, gorgés d'eau, peu envahis par la végétation, mais va également au bord des routes si elles ont un terrain dégagé approprié.

## Écologie
Elle est une plante hôte de la chenille d’Eupithecia graphata.